# Plochodrážní stadion Březolupy
Plochodrážní stadion Březolupy – stadion piłkarsko-żużlowy w Březolupach, w Czechach. Został otwarty 16 lipca 1961 roku. Może pomieścić 1000 widzów. Obiekt użytkowany jest przez żużlowców klubu AK Březolupy oraz piłkarzy zespołu SK Březolupy. Długość toru żużlowego na stadionie wynosi 410 m, jego szerokość na prostych to 10 m, a na łukach 15,6 m.
Stadion powstał na początku lat 60. XX wieku w centrum miejscowości Březolupy, częściowo w miejscu dawnego, niewielkiego boiska piłkarskiego. Prace wykonywano w ramach czynu społecznego (tzw. „Akcja Z”), a do budowy wykorzystano 10 tys. m³ ziemi, 3 tys. m³ gliny i 400 m³ żużla. Obiekt został otwarty 16 lipca 1961 roku, inauguracyjne zawody przy 2500 widzów wygrał Rudolf Havelka. Obiekt przez lata gościł wiele zawodów z udziałem krajowych i zagranicznych żużlowców, m.in. Mistrzostwa Czech czy coroczne zawody „Slovácký ovál”. Dawniej tor otaczający boisko miał asfaltową nawierzchnię pokrytą żużlem, w połowie lat 70. XX wieku, po zakazie użytkowania asfaltowych torów, nawierzchnię tę zlikwidowano. Na stadionie organizuje się również m.in. giełdę motoryzacyjną.